# Róg Pierkunowski
Róg Pierkunowski (niem. Roggen) – osada w Polsce położona w województwie warmińsko-mazurskim, w powiecie giżyckim, w gminie Giżycko.
W latach 1975–1998 miejscowość należała administracyjnie do województwa suwalskiego.